# Frédérique Menant
Pour les articles homonymes, voir Menant.
Frédérique Menant est une documentariste et réalisatrice de cinéma expérimental française.

## Biographie
Frédérique Menant suit des études d’anthropologie. Elle poursuit en cinéma à l’université de Poitiers. Elle s'oriente vers le cinéma documentaire. Elle est artiste en résidence à Lussas. Elle réalise son premier film en 2009, Kreol, avec le musicien du Cap Vert Mario Lucio. Ensuite, elle tourne en argentique. Elle rejoint les laboratoires cinématographiques d'artistes l’Etna, puis l’Abominable.
En 2013, elle réalise avec Éric Guéret, Les Insoumises, portrait de cinq femmes qui à travers le monde se battent contre les violences faites aux femmes.

## Filmographie

### Réalisations
- 2009 : Kreol (65 minutes)
- 2009 : La Métamorphose d’Agnès Sorel (6 minutes)
- 2015 : Mue(s) (10 minutes)
- 2019 : Le jardin (16 minutes)
- 2022 : Agua de Vinagre (40 minutes)[5]

### Image
- 2013 : Les insoumises, réalisation Éric Guéret
- 2017 : Une saison sans Guy, réalisation Noémi Aubry
- 2018 : Enfance abusée, réalisation Éric Guéret
- 2019 : Magari !, réalisation Agnès Perrais

## Prix et distinctions
- Mue(s), primé au Festival des cinémas différents et expérimentaux, Paris,  2015